# Juan Grande
San Juan Grande Román, O.H. (Carmona, provincia de Sevilla, 6 de marzo de 1546-Jerez de la Frontera, Cádiz, 3 de junio de 1600), religioso, patrón de la Diócesis de Asidonia-Jerez.

## Biografía
Juan Grande Román nació en Carmona, Sevilla, España, el sábado 6 de marzo de 1546. Sus padres fueron Cristóbal Grande e Isabel Román, matrimonio muy cristiano, y fue bautizado por el párroco Andrés Muñoz en la Parroquia de San Pedro de Carmona. Su padre, artesano de oficio, falleció cuando Juan tenía 11 años.
Recibió una esmerada educación cristiana, primero en el seno familiar, y desde los siete años como "niño de coro" de su parroquia. 
Su formación humana y profesional la completó en Sevilla aprendiendo el oficio de pañero o tejedor. A los 17 años volvió a su casa y se dedicó al comercio como vendedor de telas. Poco tiempo después el mismo oficio le hizo entrar en una profunda crisis espiritual.

## Opción por Dios
Dejó su familia, y se retiró a la Ermita de Santa Olalla, en Marchena, población cercana de Carmona, donde pasó un año en retiro, tratando de conocer su verdadera vocación. Decidió entonces dedicarse totalmente a Dios: dejó su ropa y se vistió de un hábito de jerga; renunció al matrimonio y adoptó el sobrenombre de " Juan Pecador". 
Inició al mismo tiempo la experiencia de atender a un matrimonio anciano que encontró en abandono: los llevó a su habitación, les cuidaba en sus necesidades y pedía limosna para ellos. Con ello entendió que su nueva vocación era el servicio a los pobres y necesitados. 

## Opción definitiva por los pobres
Con sólo 19 años, Juan Pecador se trasladó a la ciudad de Jerez de la Frontera, en la provincia de Cádiz, y empezó una nueva vida: atendía personalmente a gente necesitada, a los presos de la "Cárcel Real", y a otros enfermos convalecientes e incurables, que encontraba abandonados. Para ayudarles pedía limosna por la ciudad. 
Al mismo tiempo frecuentaba la iglesia de los Padres Franciscanos, donde se recogía para su oración y se aconsejaba con uno de los Padres.

## Fundación del Hospital de la Candelaria

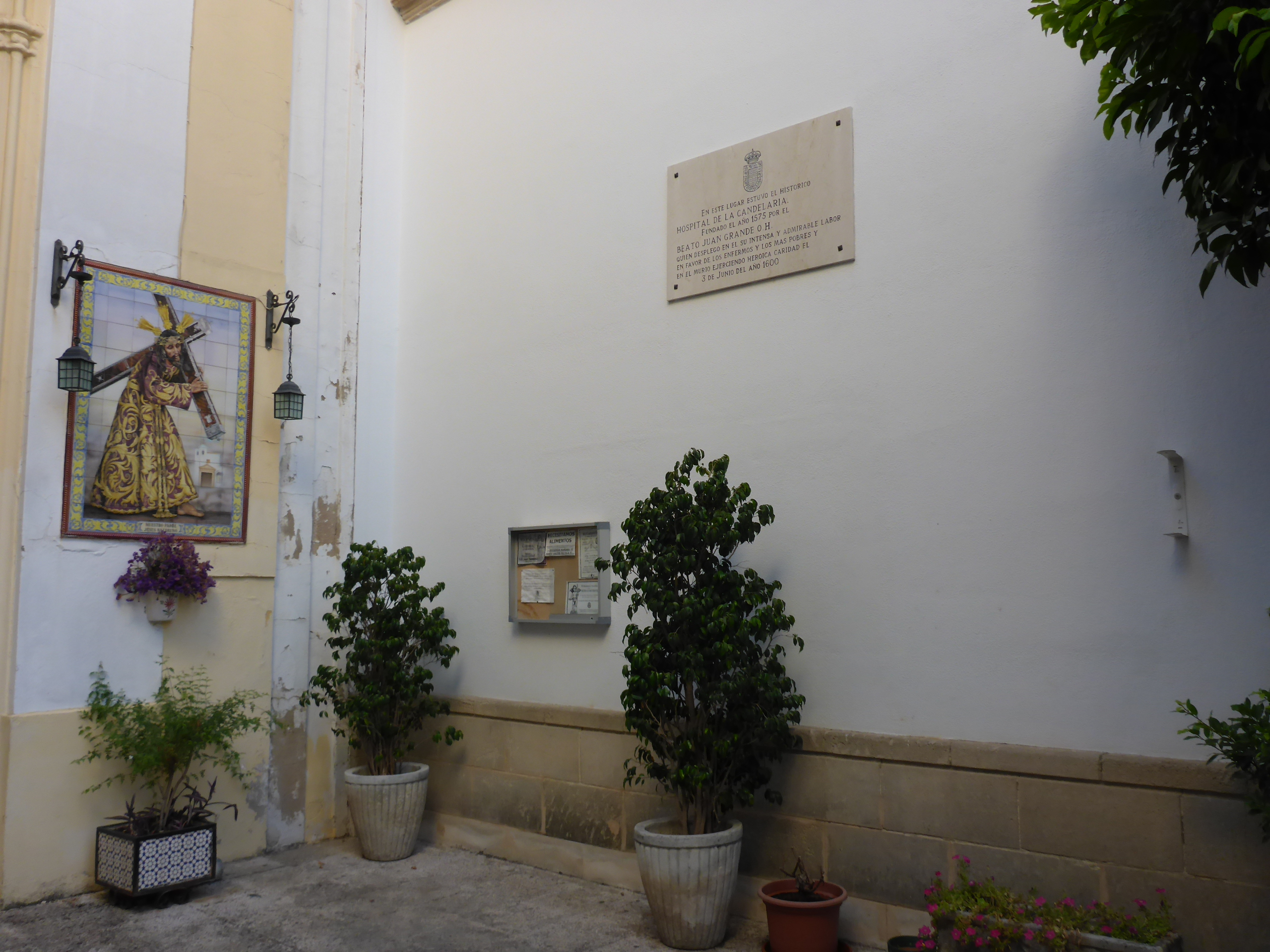
Placa en el lugar donde estaba el Hospital de la Candelaria

Juan Pecador era seguido con admiración por los habitantes de Jerez en su generosa vida de caridad. 
En enero de 1574, se generalizó una grave epidemia en Jerez y entonces dirigió un memorial al Cabildo urgiendo la asistencia de tantos enfermos tirados por la calle. Él se multiplicaba ante tanta necesidad, y al fin optó por fundar su propio Hospital, que poco a poco lo fue ampliando: lo dedicó a la Virgen y llamó de Ntra. Sra. de la Candelaria.

## Unión a San Juan de Dios

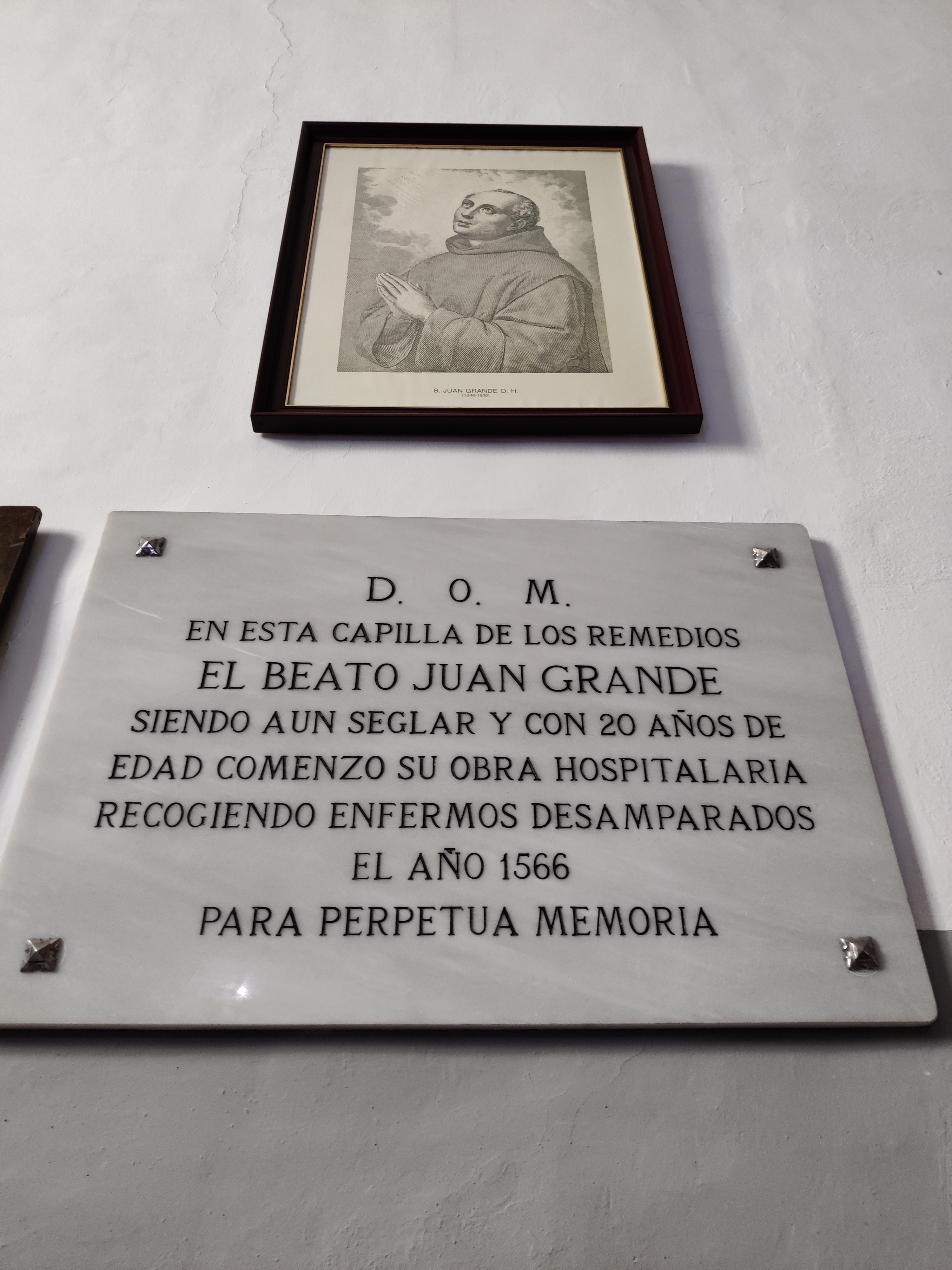
Placa en la Capilla de los Remedios

La razón de ser y actuar de Juan Pecador era Dios expresado mediante el servicio a los pobres, y sostenido por su intensa vida de fe y oración. 
Tuvo mientras tanto conocimiento de la Institución fundada por Juan de Dios en Granada. La visitó en 1574 y decidió unirse a ella, acogiéndose a sus reglas y aplicando en su hospital la misma forma de vida profesada. 
Con su nuevo planteamiento, su testimonio y entrega ejemplar se derivó el que se le fueran uniendo compañeros, que formó según " los Estatutos de Juan de Dios ". 
Esto le dio oportunidad para ampliar su acción con otras fundaciones en Medina Sidonia, Arcos de la Frontera, El Puerto de Santa María, Sanlúcar de Barrameda y Villamartín.

## La Reducción de los Hospitales
La asistencia a los enfermos más pobres en Jerez dejaba mucho que desear, mientras se multiplicaban los pequeños centros. Las autoridades ante ello determinaron la reducción de los Hospitales, pretendiendo una mayor eficacia hospitalaria; pero la medida lesionaba los intereses de no pocos, apegados a los centros no tanto por servir a los enfermos, cuanto por ser medio de beneficios personales. Por eso mismo no habían de faltar críticas, resistencias y entorpecimientos.
La medida también afectaba al Hospital de Juan Pecador. Él, como los demás, presentó a las autoridades su "Memorial" sobre cómo se atendía a los enfermos en su hospital. 
Ante la decisión, el arzobispo de Sevilla, Cardenal Rodrigo de Castro, encargó tan delicada misión a Juan Pecador, como la persona más apta y mejor capacitada para ello, por su espíritu, vocación y experiencia en hospitalidad. Juan Grande se enfrentó a la reducción con valor y amor, y ante los no pocos ni pequeños sinsabores, demostró su especial sensibilidad, capacidad, buen temple y no pequeña virtud. 
De su Hospital se había presentado el informe de que la asistencia hospitalaria se cumplía en el mismo "con diligencia, cuidado y mucha caridad, haciéndose muy buena obra y servicio a Dios nuestro Señor, porque él y sus hermanos de hábito son hombres virtuosos y profesan esta caridad de curar los pobres enfermos".

## Actualidad de Juan Grande

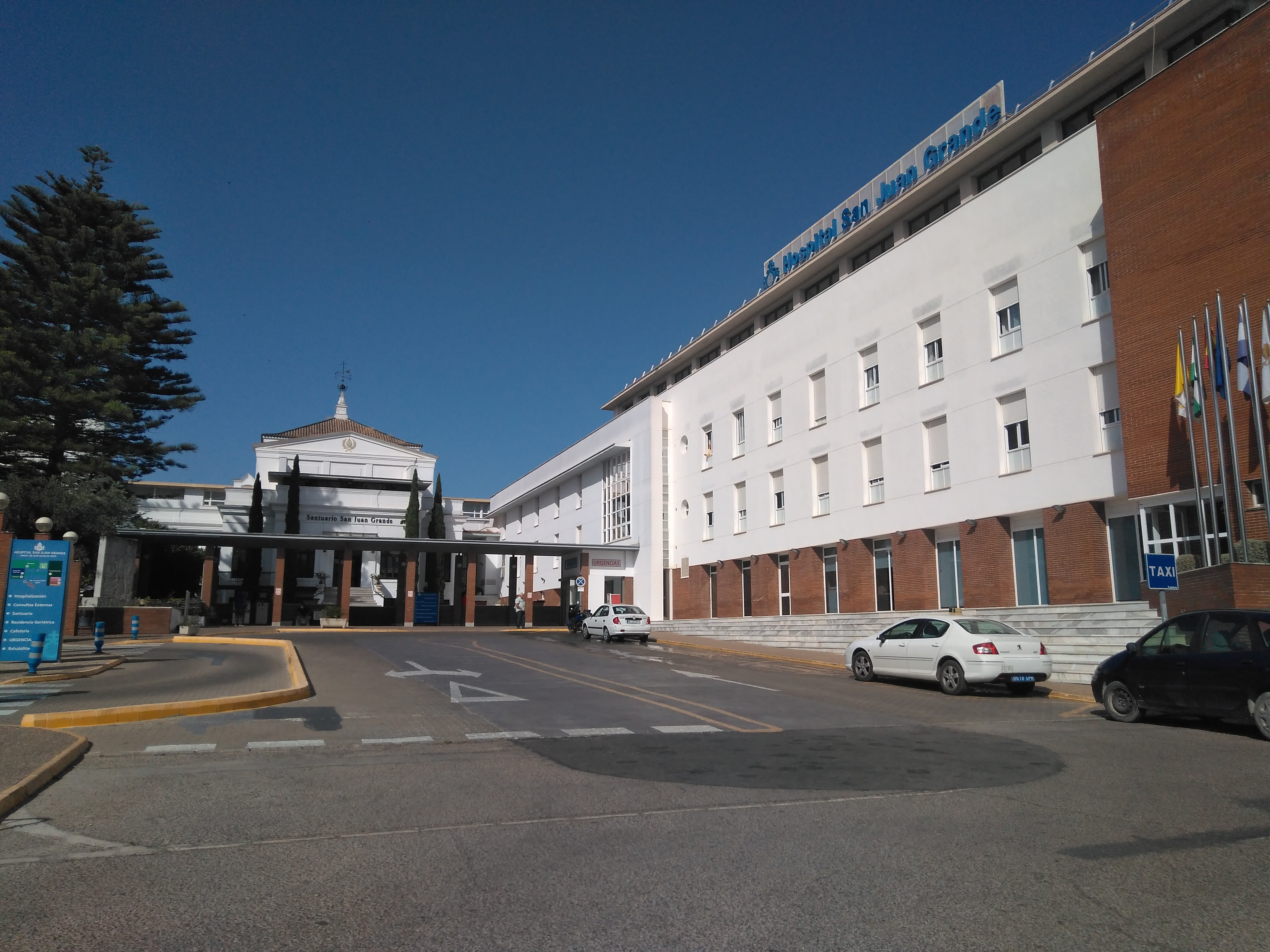
Hospital y santuario en memoria de San Juan Grande

Junto a su intensa vida interior, Juan Pecador se dedicó en cuerpo y alma a la tarea externa de buscar, cuidar y servir a los pobres y enfermos, preocupándose por todo lo que entonces era más grave y urgente: encarcelados, enfermos convalecientes e incurables, mujeres prostituidas, soldados enfermos desechados, niños abandonados, etc. En verdad, practicó todas las obras de misericordia. 
En Juan Grande vemos a un hombre del bien hacer desde el ser, poco hablador y eficientemente práctico, servidor misericordioso del "Evangelio de la Vida", buen samaritano, organizador de hospitales y de la asistencia hospitalaria, conciencia crítica ante las injusticias, abusos y carencias. En definitiva, fue un profeta y apóstol de la asistencia sanitaria.

## Epidemia de peste y muerte

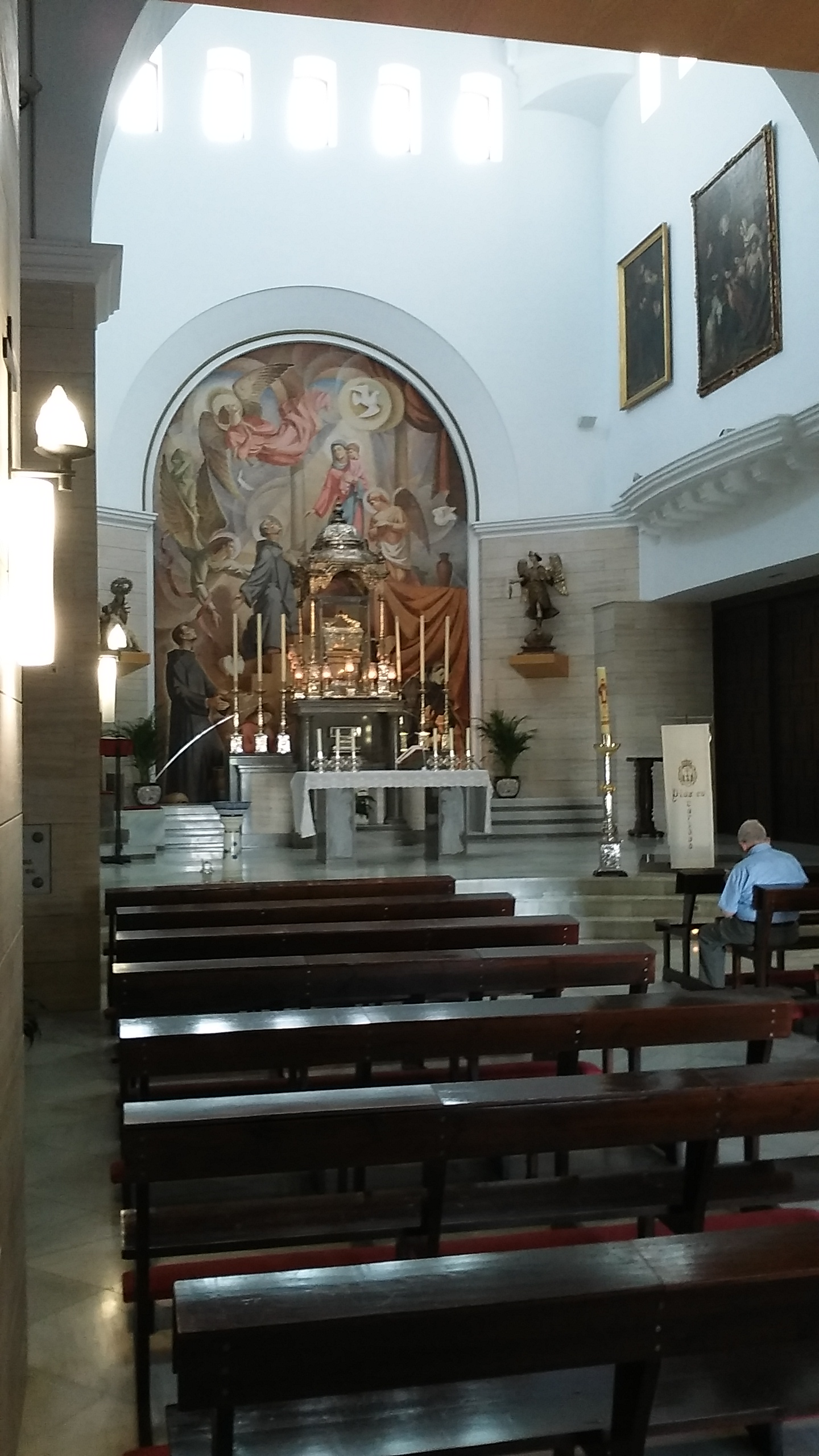
Restos de Juan Grande

Contando Juan Grande 54 años y viviendo plenamente dedicado a su comunidad y al hospital, se presentó en Jerez una terrible epidemia de peste. Juan se prodigó por todas partes con todas sus fuerzas y generosidad, pero al fin contagiado, murió el sábado 3 de junio de 1600.

## Canonización

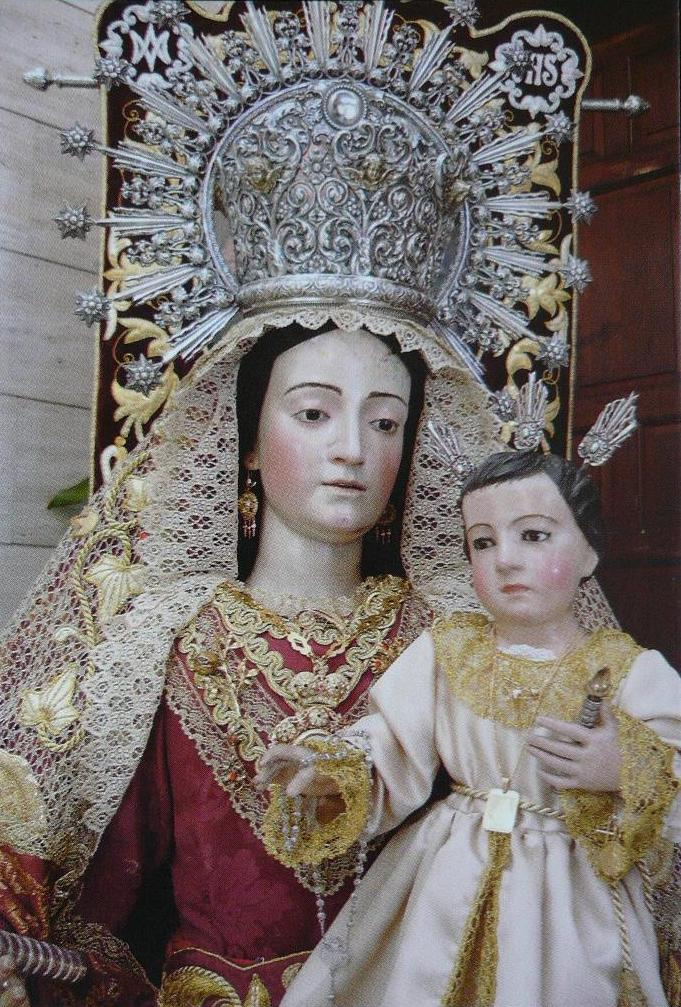
Virgen de la Candelaria, en el Santuario de San Juan Grande

Fue beatificado en 1853 por Pío IX, y canonizado por Juan Pablo II el 2 de junio de 1996. Proclamado Patrón de la nueva Diócesis de Asidonia-Jerez en 1986, sus reliquias son venerados en el Santuario Diocesano San Juan Grande, en Jerez, dentro del hospital de la Orden Hospitalaria de San Juan de Dios de igual nombre.
En 1999, Don Rafael Bellido Caro, primer obispo de la Diócesis de Asidonia-Jerez, erigió en la zona sur de Jerez la Parroquia de San Juan Grande y Nuestra Señora de la Candelaria.